# مجتبى سراسيايي
مجتبى سراسيايي ((بالفارسية: مجتبی سرآسیایی)) مدير فني كرة قدم إيراني يدرب حاليًا نادي شهر خودرو في دوري المحترفين الإيراني.
لعب كمدافع لأندية بيكان وأبو مسلم في دوري آزادغان ودوري المحترفين الإيراني حتى عام 2014.

## الإحصائيات

### كمدرب
آخر تحديث 27 أبريل 2022.
| الفريق         | من            | إلى           | السجل | السجل | السجل | السجل | السجل | السجل | السجل | السجل  | م. |
| الفريق         | من            | إلى           | ل     | ف     | ت     | خ     | أ.ل   | أ.ع   | ف.    | فوز %  | م. |
| -------------- | ------------- | ------------- | ----- | ----- | ----- | ----- | ----- | ----- | ----- | ------ | -- |
| شهر خودرو      | 14 يناير 2020 | 8 يوليو 2020  | 10    | 5     | 1     | 4     | 14    | 17    | −3    | 050٫00 |    |
| فجر شهيد سباسي | 19 مارس 2022  | الآن          | 1     | 0     | 1     | 0     | 0     | 0     | +0    | 000٫00 |    |
| المجموع الكلي  | المجموع الكلي | المجموع الكلي | 11    | 5     | 2     | 4     | 14    | 17    | −3    | 045٫45 | —  |